# 19 (ポール・ハードキャッスルの曲)
「19 」（Nineteen）は、1985年に、イギリス人ミュージシャン、ポール・ハードキャッスル（Paul Hardcastle）が発売したシングル曲。ベトナム戦争とアメリカ人兵士のその後を主題とした。曲名の「19」は、アメリカのベトナム戦争従軍兵の平均年齢が19歳だったことを表している。なお、この数字については否定する意見もある。

## 概要
この曲では、主に、ABC製作のドキュメンタリー番組『Vietnam Requiem』でのニュースのナレーションや、サンプラーで拾った心的外傷後ストレス障害に悩む元兵士のインタビュー音声のリミックスのみが、使用されている（一部に女性コーラスがある）。この音声をシンセサイザーを用いたファンクテンポの曲と同期させている。
同時に製作されたビデオクリップも同じ番組の映像を繋いで編集されており、少々のテロップと何箇所かで写る星条旗とその前後程度しか加工されていない。
なお、ハードキャッスルはABCから映像と音声の無断使用で訴えられ、またマイク・オールドフィールドからは曲を盗作したとして告訴された。
「19」は、1985年5月5日に全英シングルチャート1位を獲得し、アイヴァー・ノヴェロ賞を受賞した。世界13カ国で発売され、アメリカでは20位にチャートインした。日本では1985年6月29日に東芝EMI/クリサリスレーベル(当時)よりオリジナル版(7インチシングル)が発売され、後に小林完吾による吹き替え版で7インチシングルの「ジャパニーズ・ミックス」と12インチシングル（エクステンデッド・ジャパニーズ・ミックス）も発売された。なお、1996年に発表された「Look To The Future」の最終トラックである11曲目に『19 (The Full Story)』が再リミックスされて収録されている。日本語バージョン以外ではスペイン語・ドイツ語・フランス語バージョンがある。

## ビデオクリップ
- Home | phardcastle - ポール・ハードキャッスル公式
- |||==|19|==||| Willkommen!, Welcome! ----- ポール・ハードキャッスルGerman Fan Homepage
- Paul Hardcastle - 19 (Official Music Video) - YouTube